# 38
Aquesta pàgina és per a l'any. Per al nombre, vegeu trenta-vuit.

## Esdeveniments

### Llocs

#### Imperi romà
- Boda probable entre Valèria Messal·lina i Claudi.

### Temàtiques

#### Arts i ciències
- Fedre escriu un recull de faules populars.

## Naixements
- Marc Valeri Marcial, epigrama llatí.

## Necrològiques
- Drusil·la, germana de Calígula
- Sant Andreu l'apòstol.
- Du Shi, enginyer i arquitecta xinès